# Rașcov, Stînga Nistrului
Rașcov (în ucraineană Рашків) este satul de reședință al comunei cu același nume din Unitățile Administrativ-Teritoriale din Stînga Nistrului (adică, Transnistria), ce țin de Republica Moldova.
În sat este amplasat complexul carstic „Rașcov”, care reprezintă o arie protejată din categoria monumentelor naturii de tip geologic sau paleontologic. În preajmă este amplasată și rezervația peisagistică Bugornea.

## Monumente

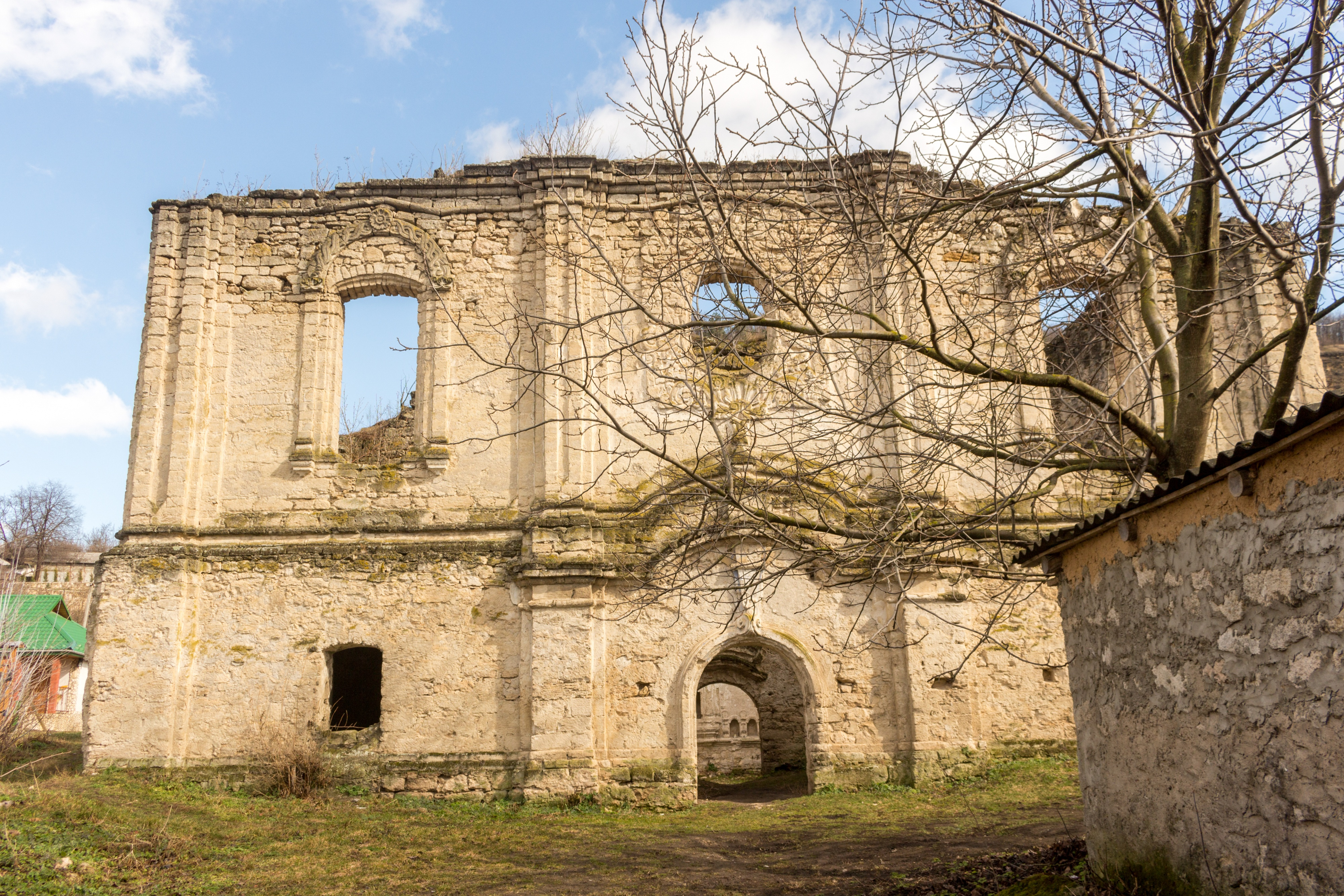
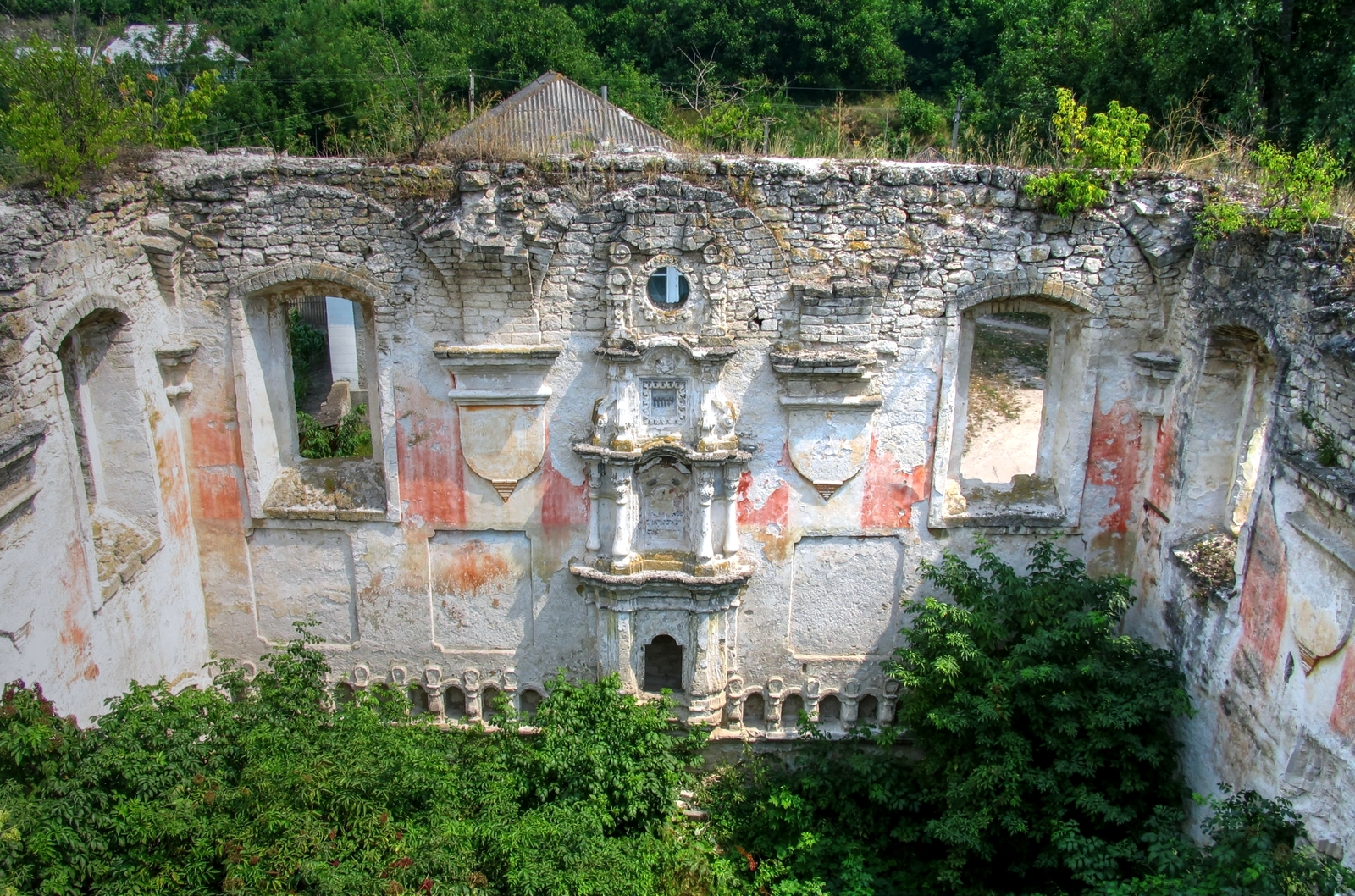
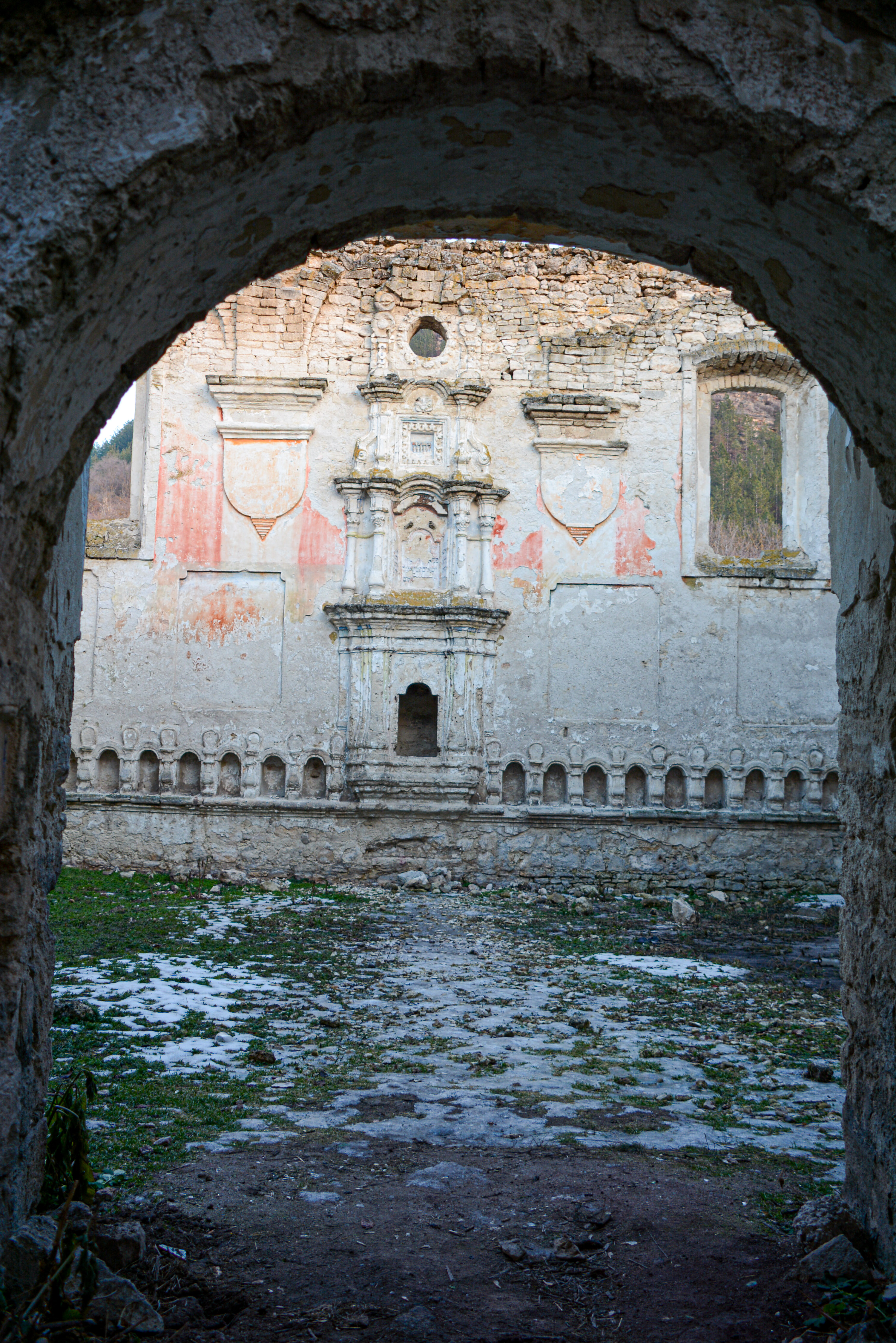
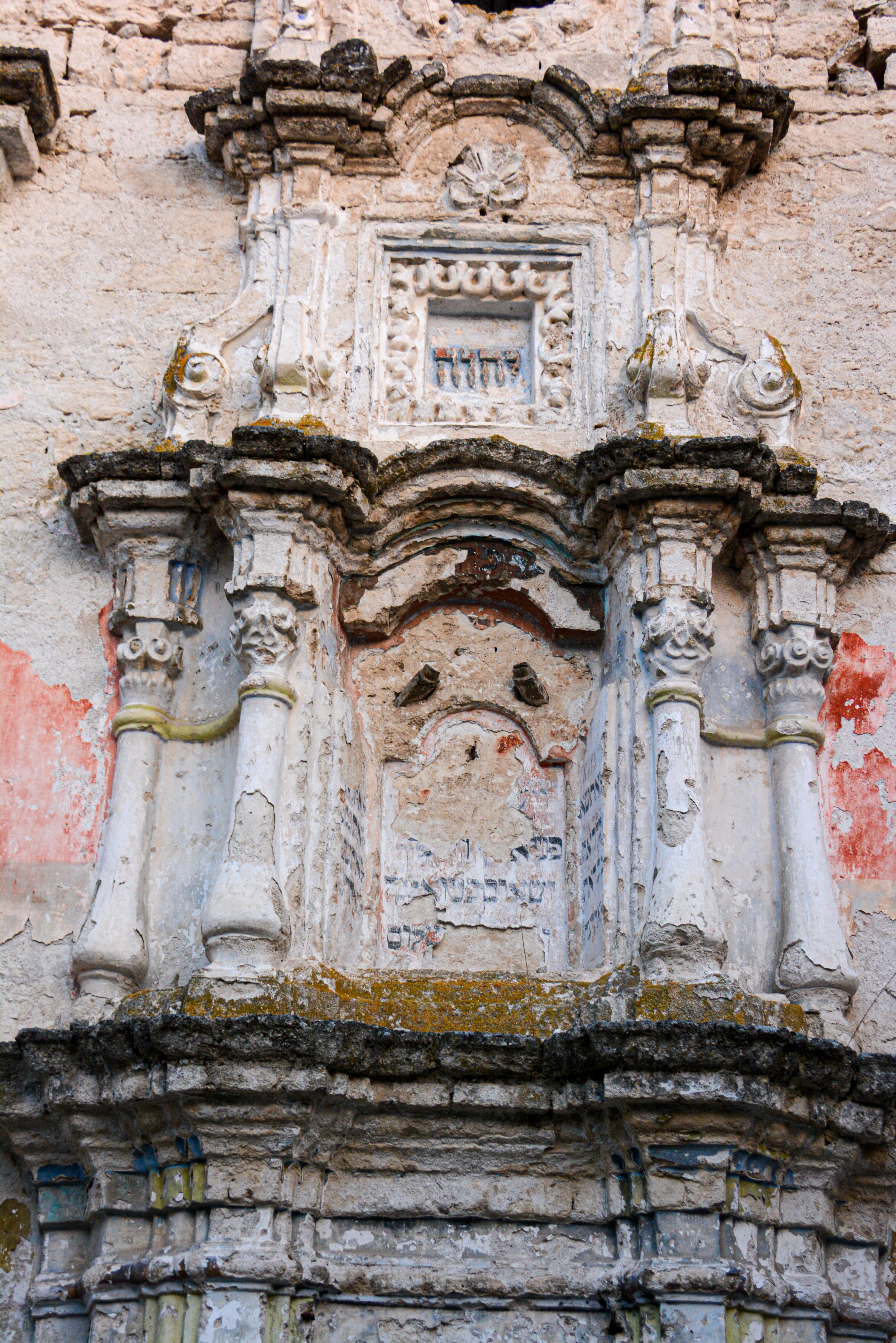
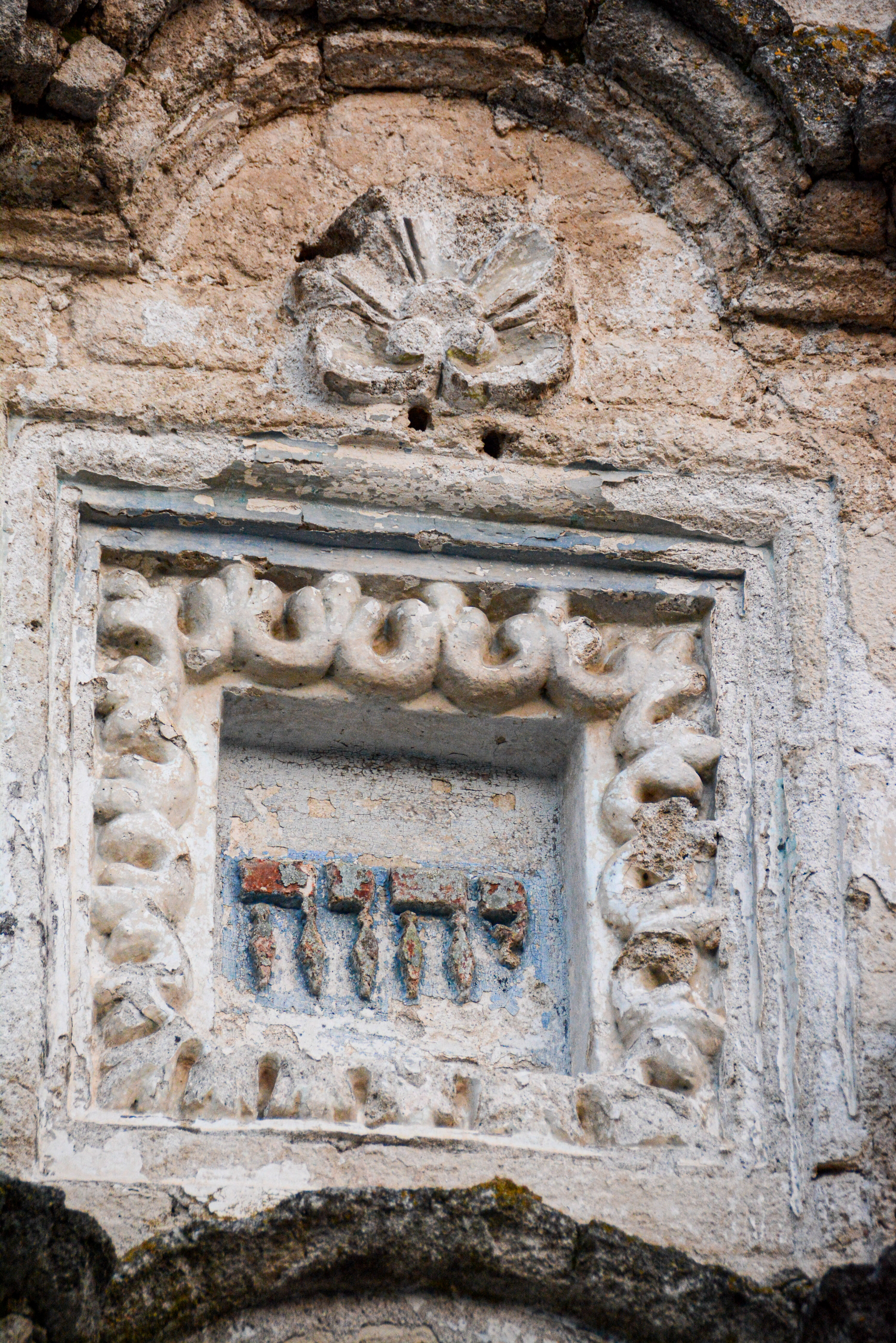

Biserica romano-catolică „Sfântul Caietan” (sec. al XVIII-lea)

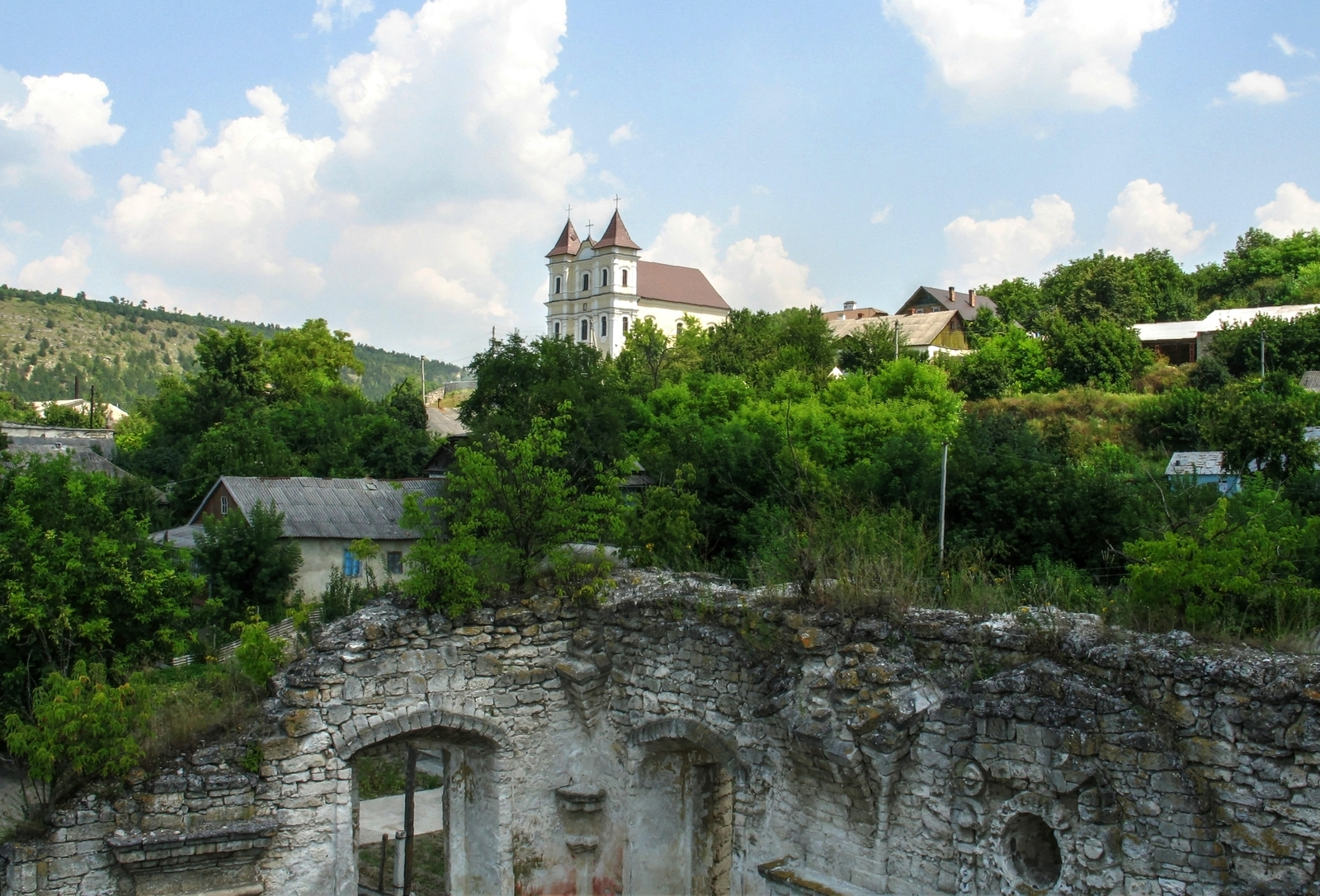
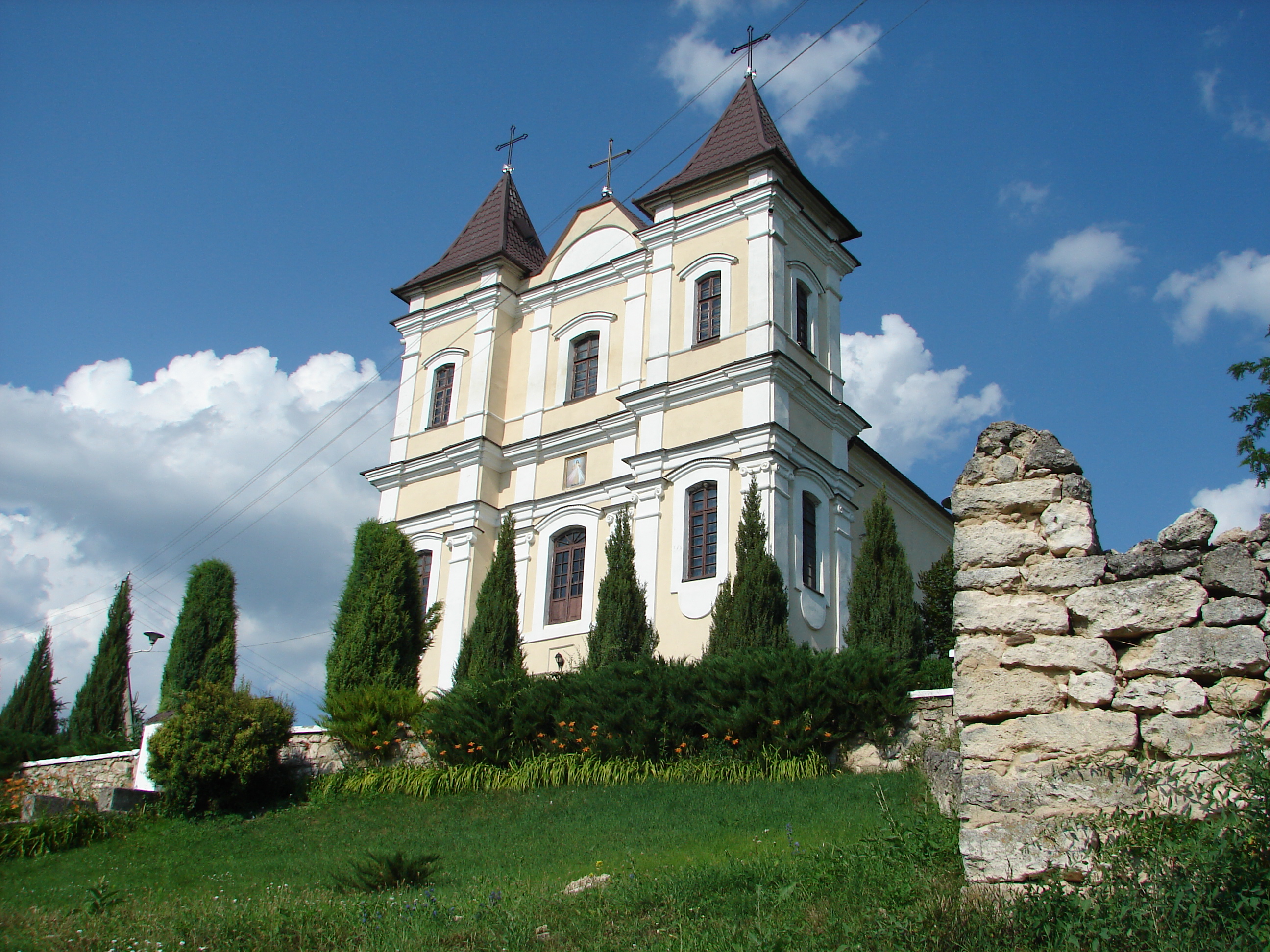
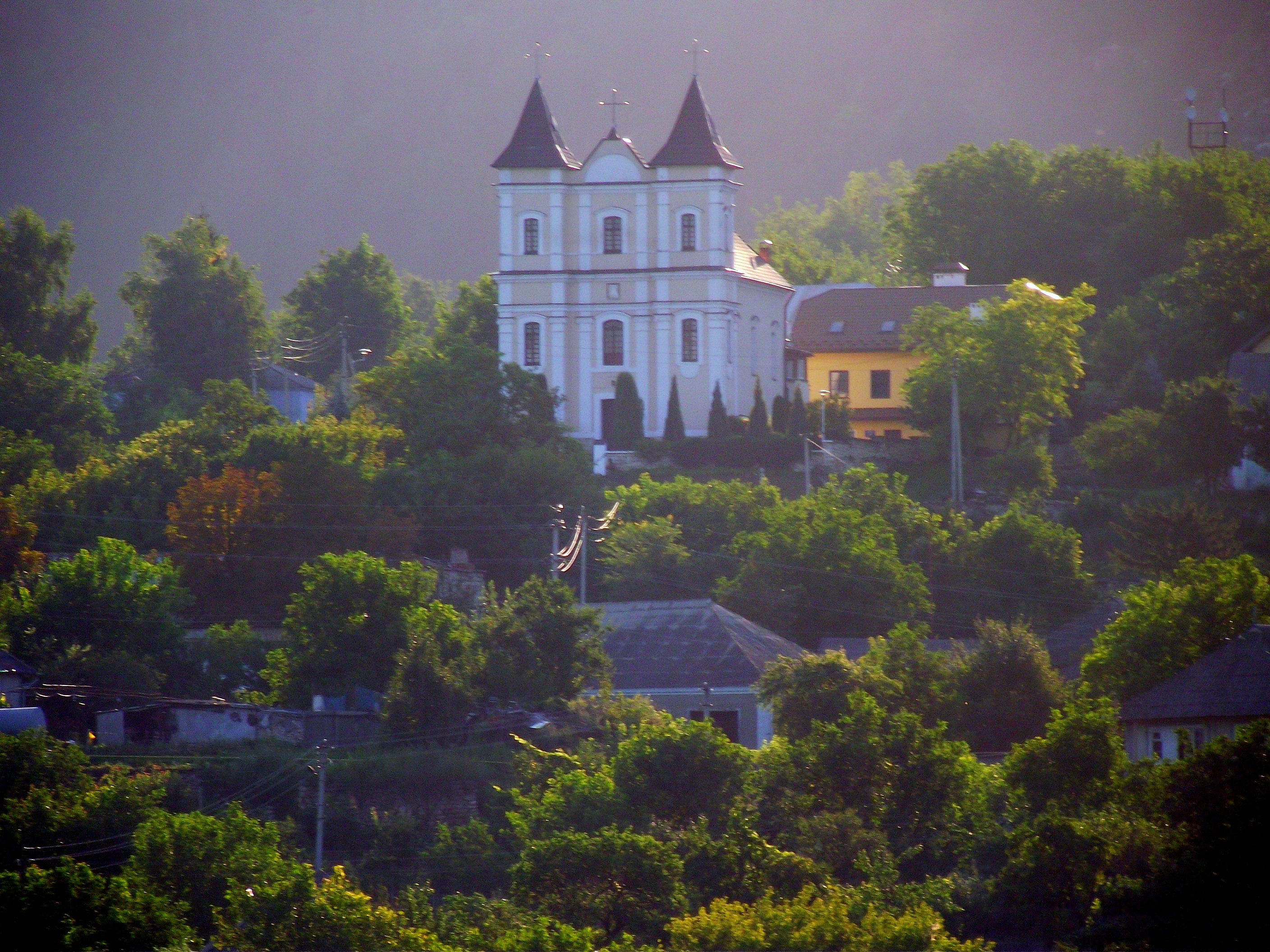
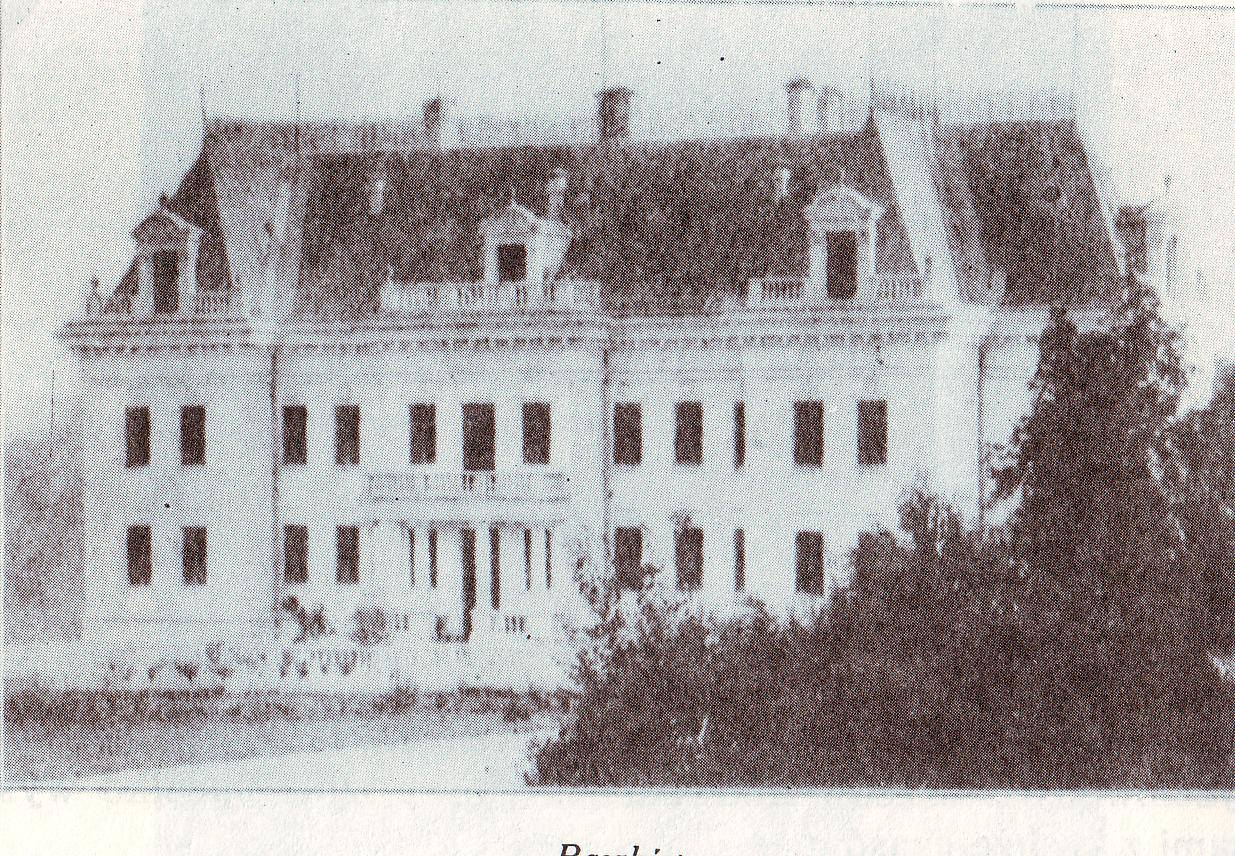
Palatul Juriewicz (demolat)

Ruinele bisericii ortodoxe „Acoperământul Maicii Domnului” (a Ruxandei)

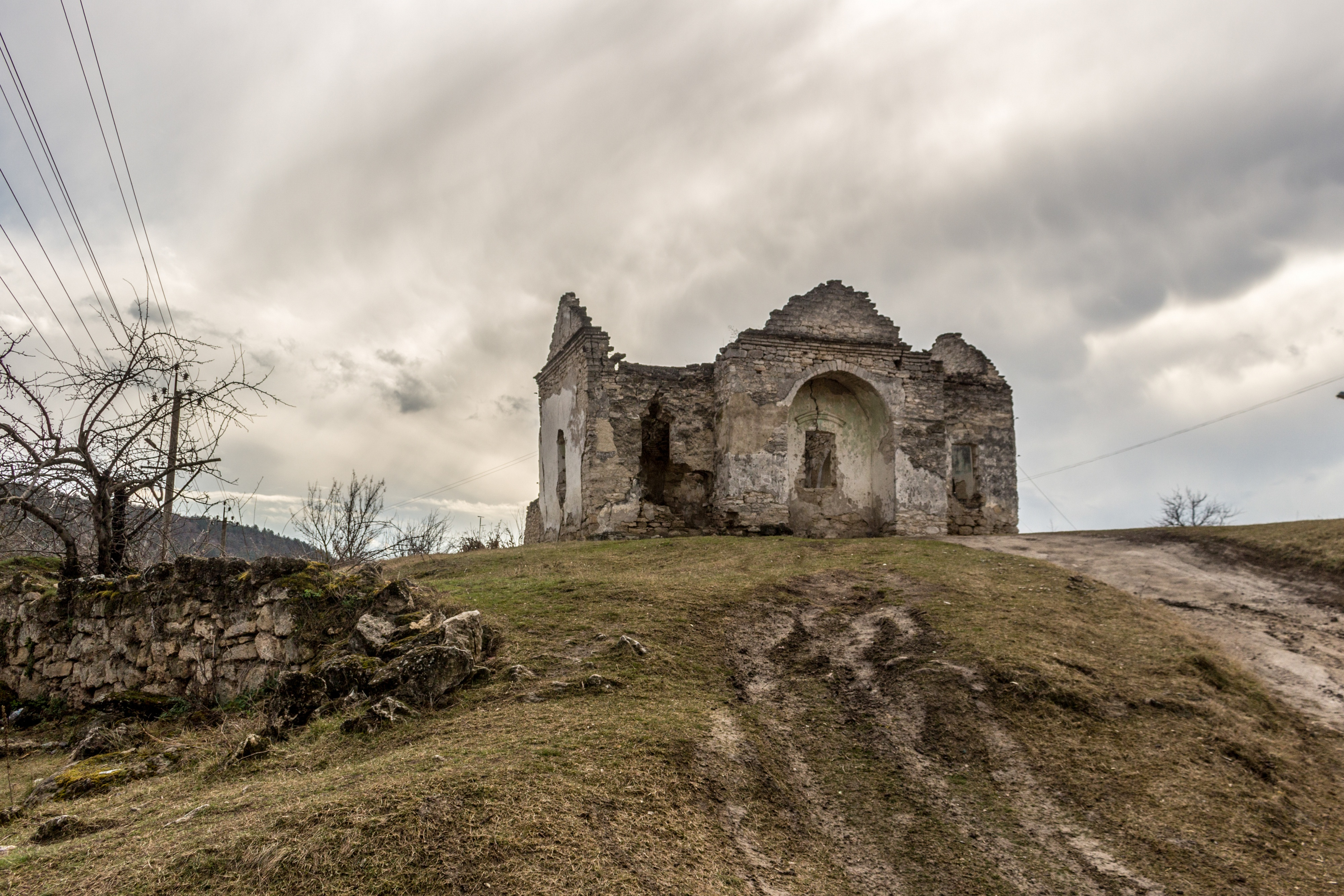
Ruinele vechii biserici ortodoxe
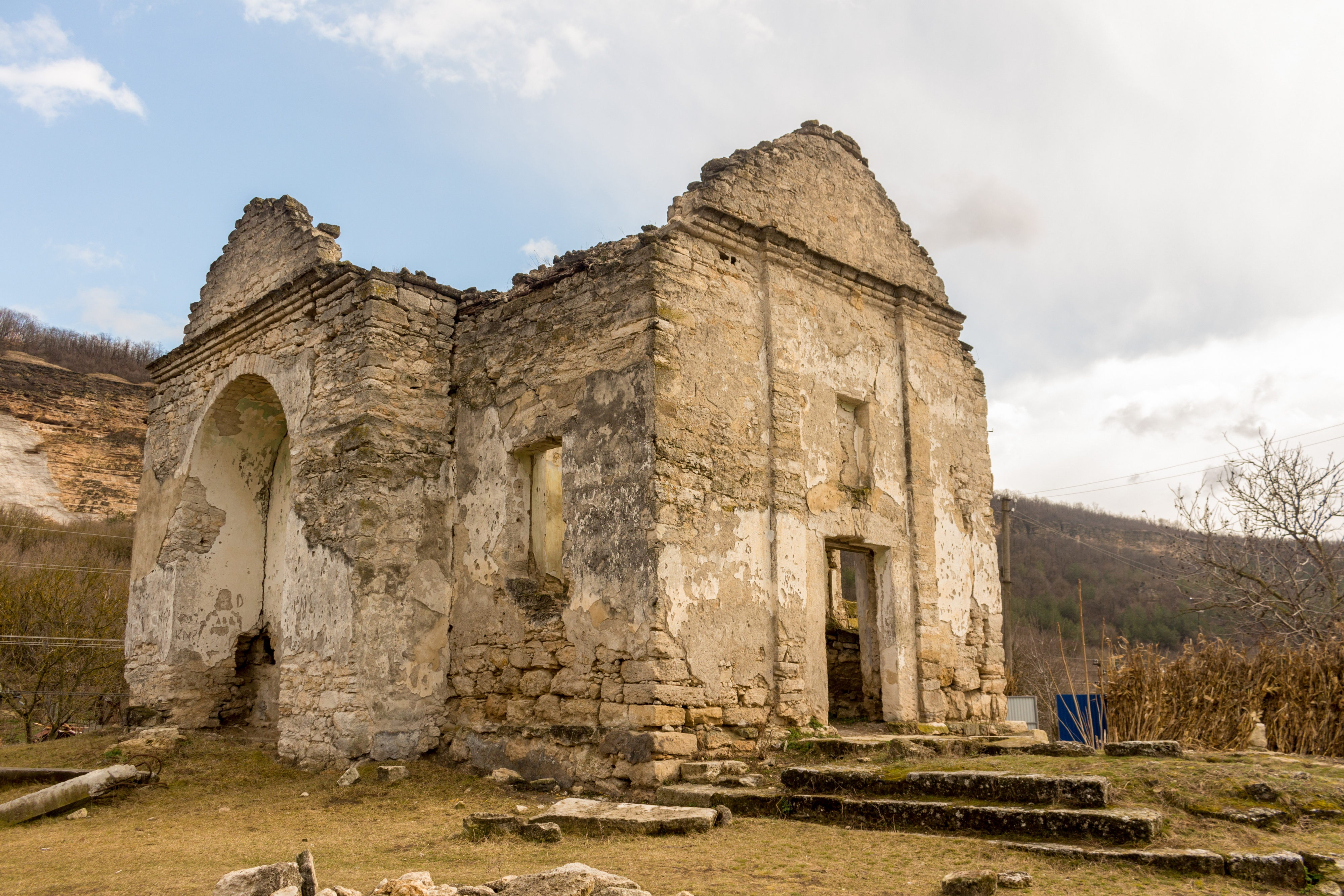
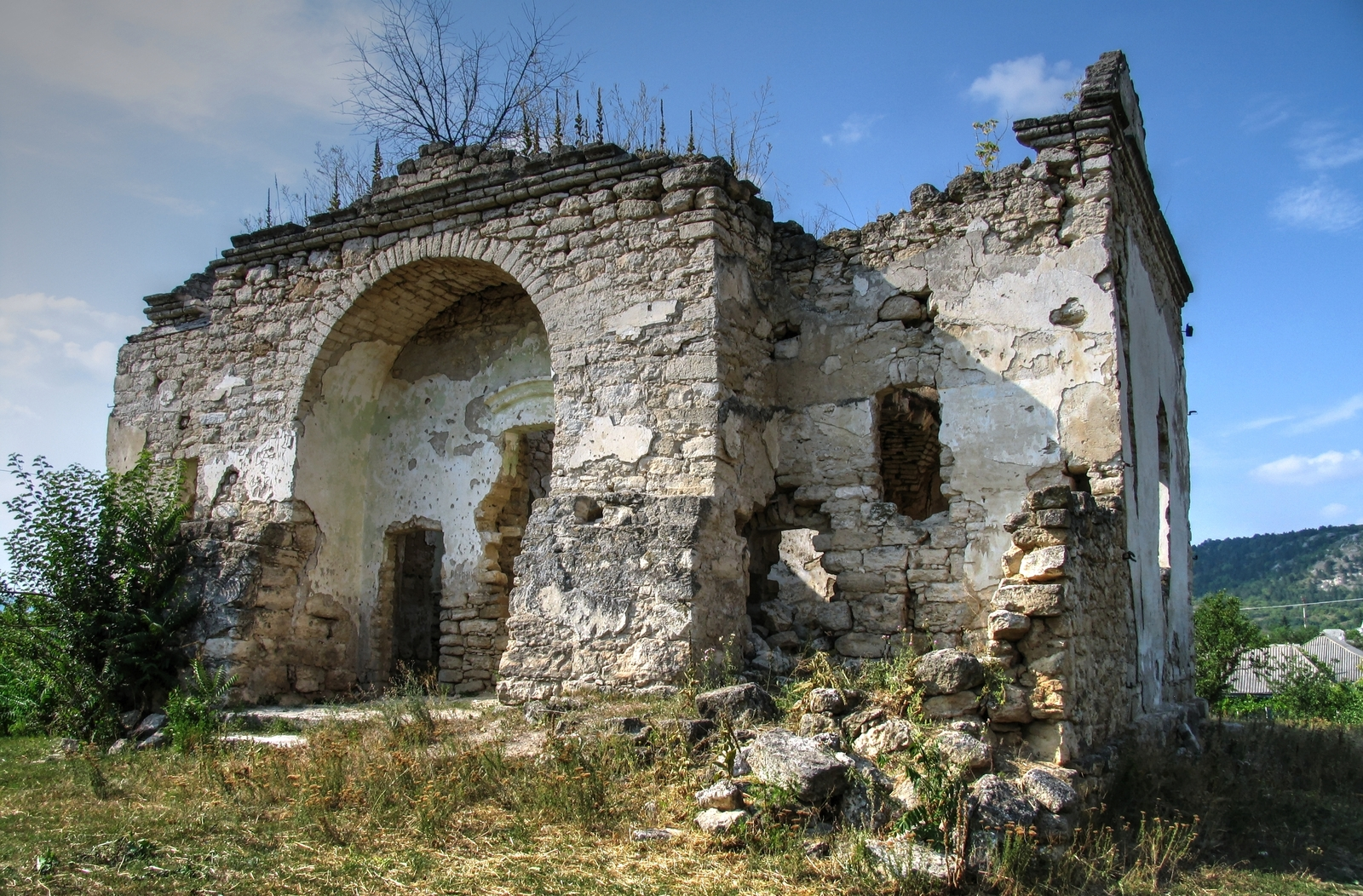
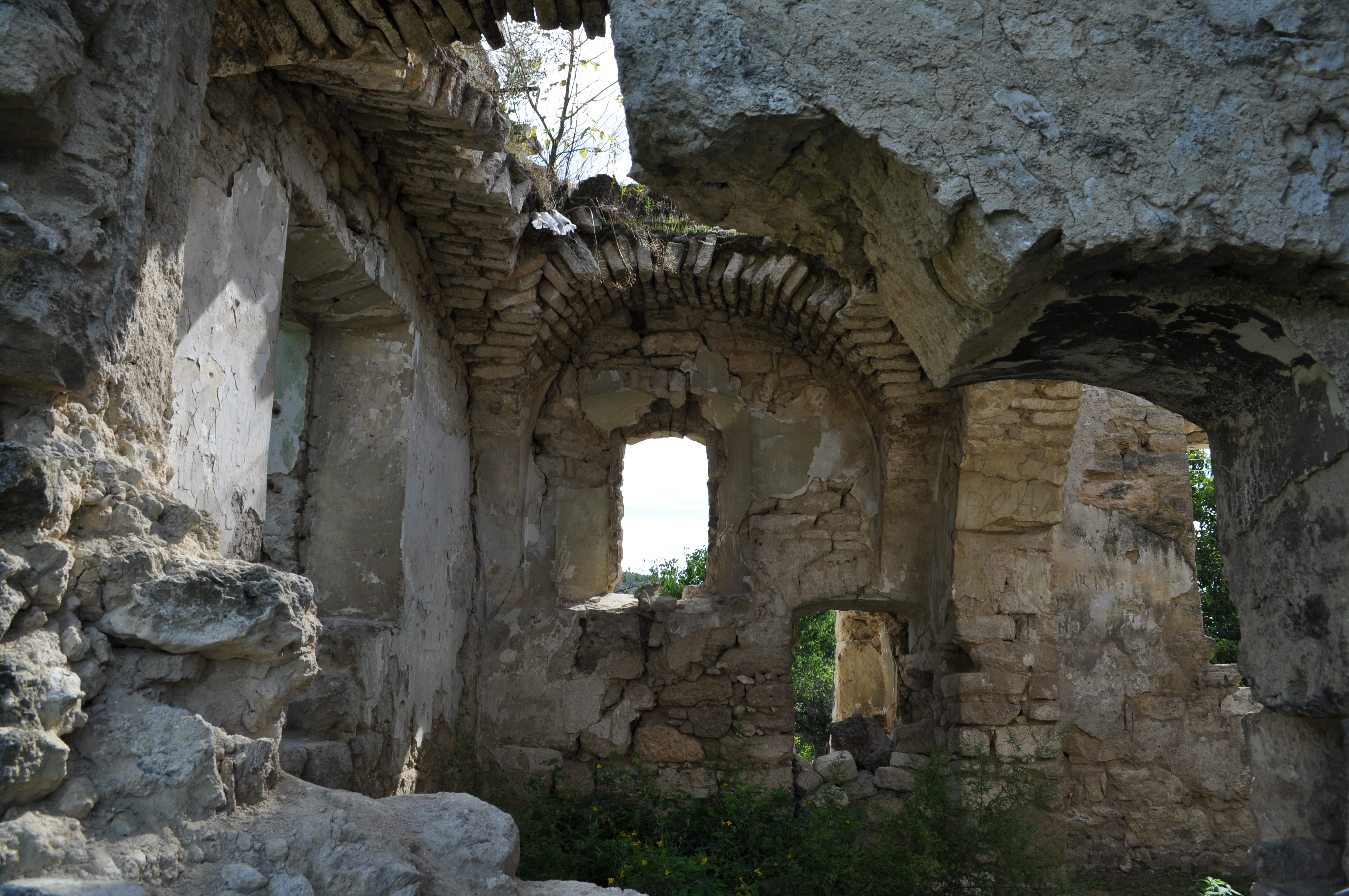
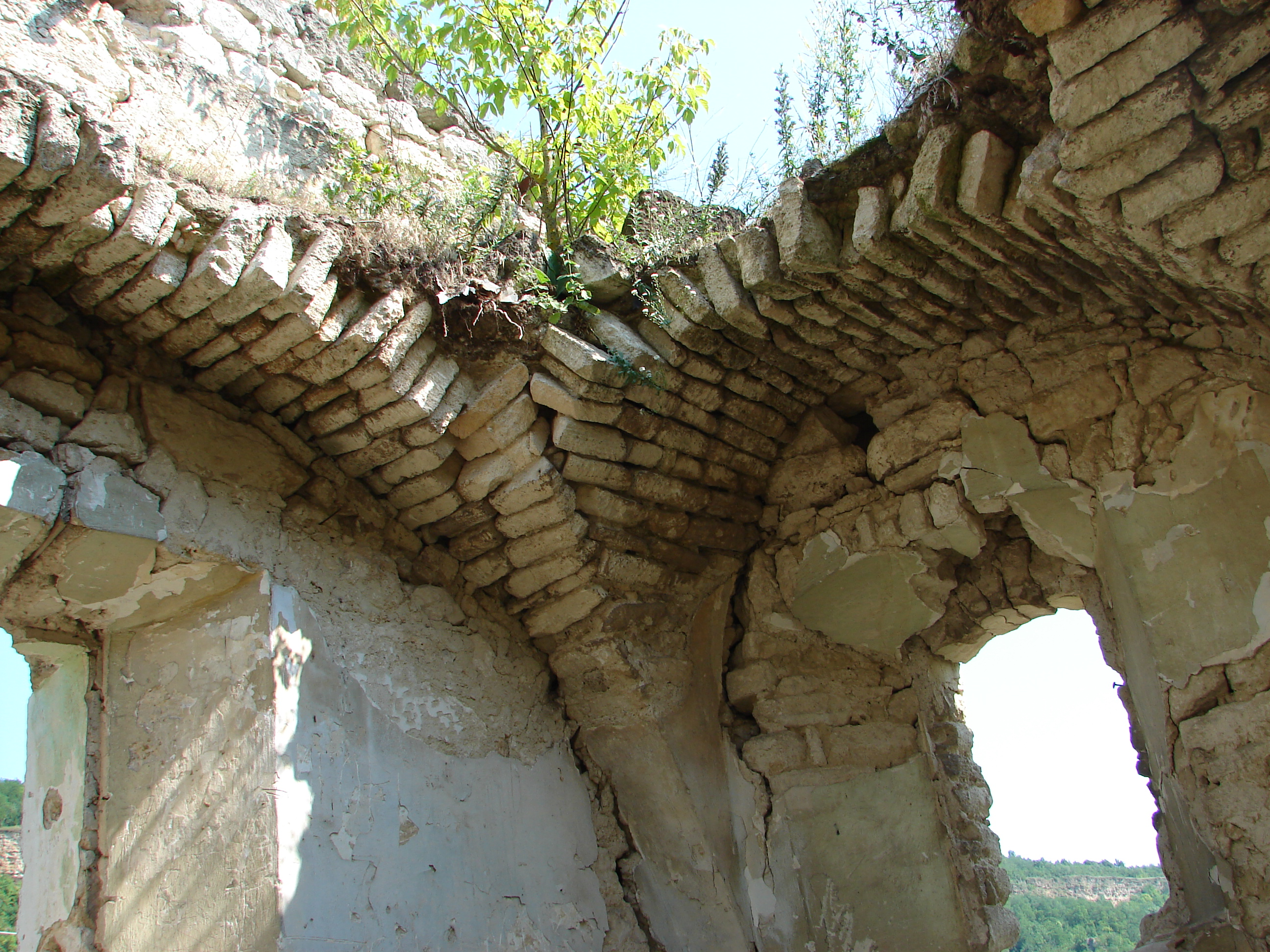

Ruinele sinagogii
Natura locului

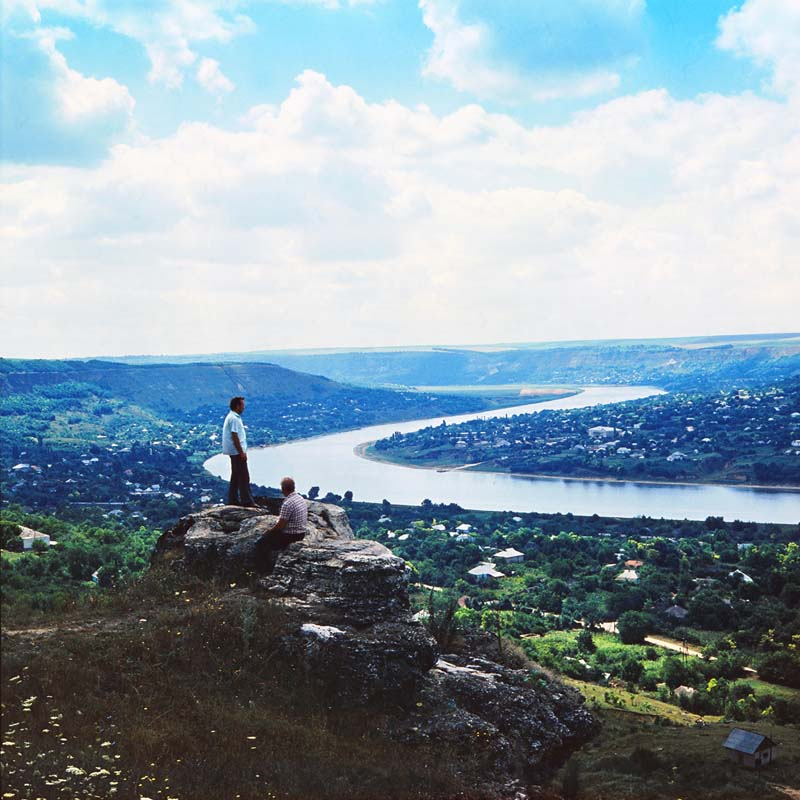
Vedere panoramică din 1980: Rașcov în stânga, Vadul Rașcov în dreapta.
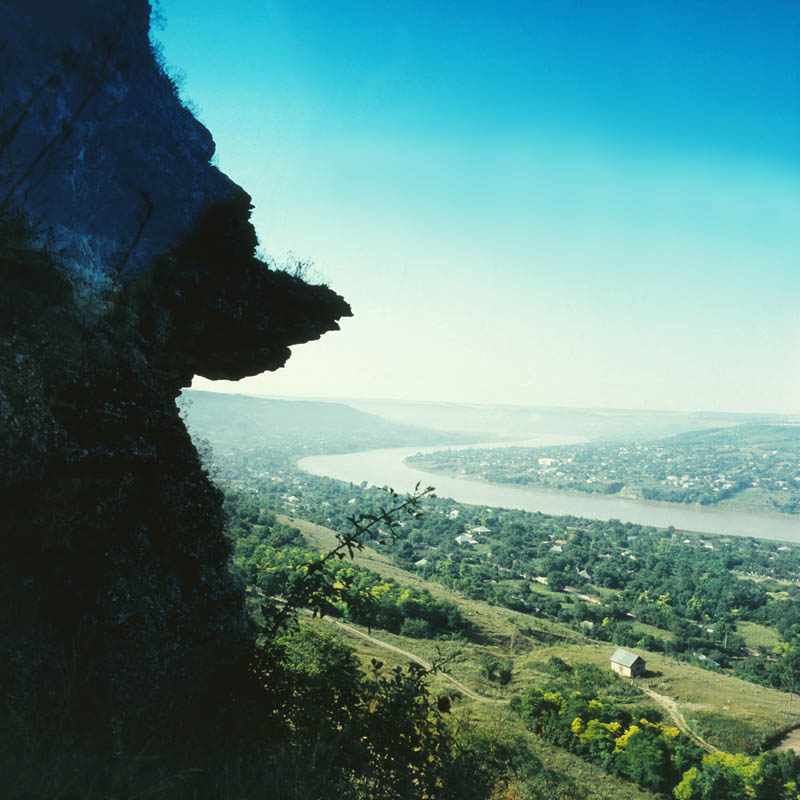
Același an
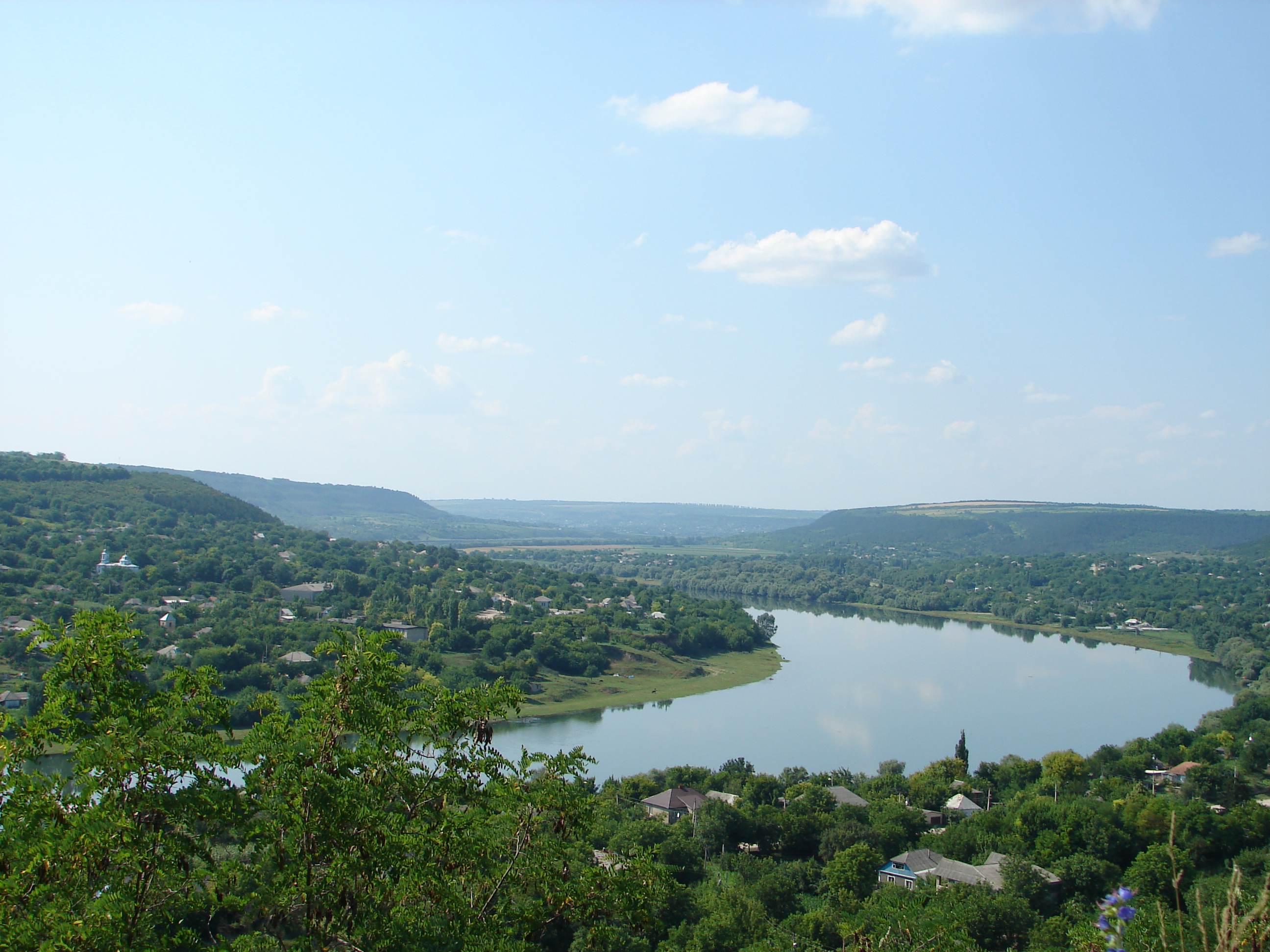
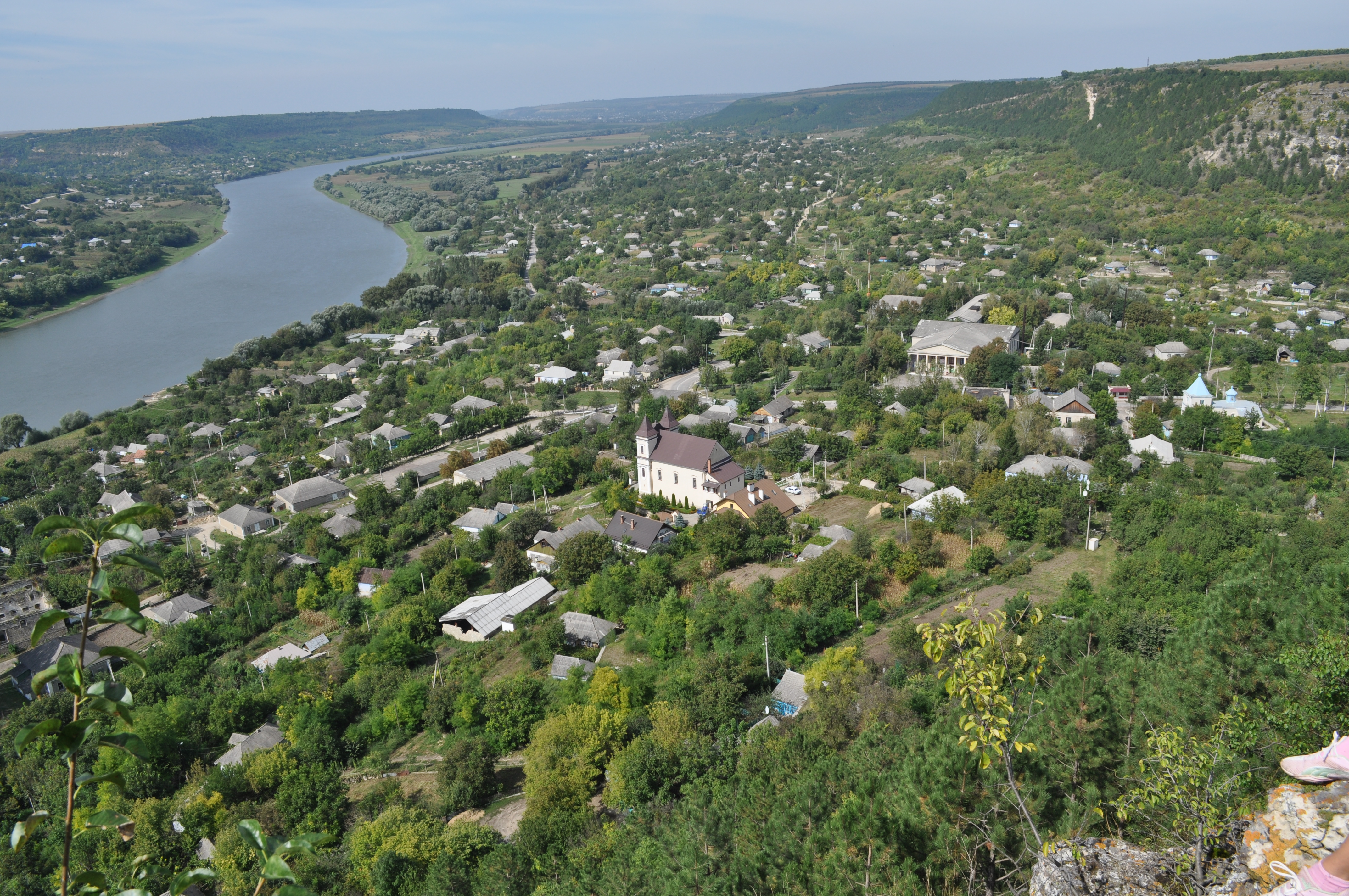
Prezent
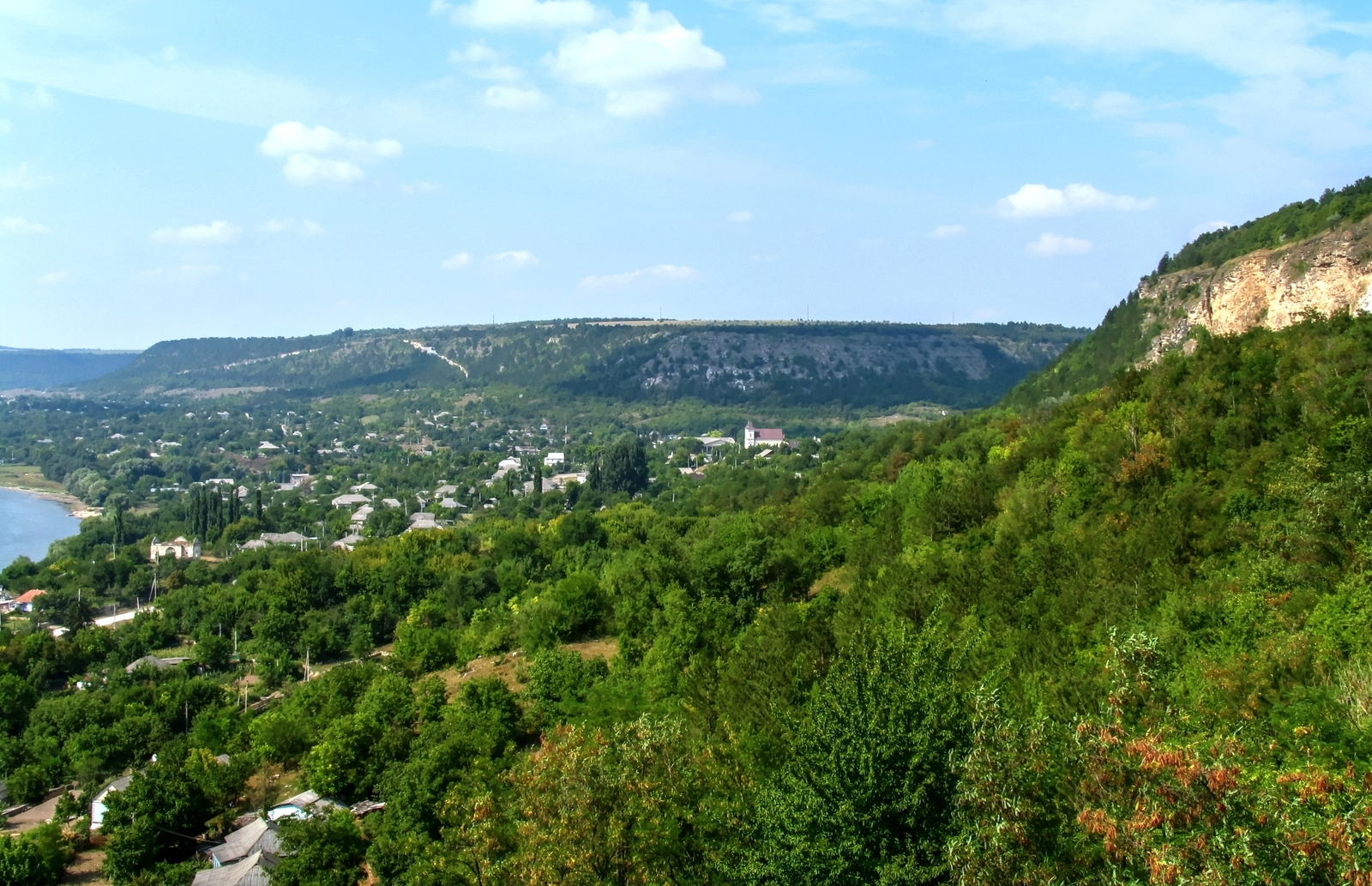
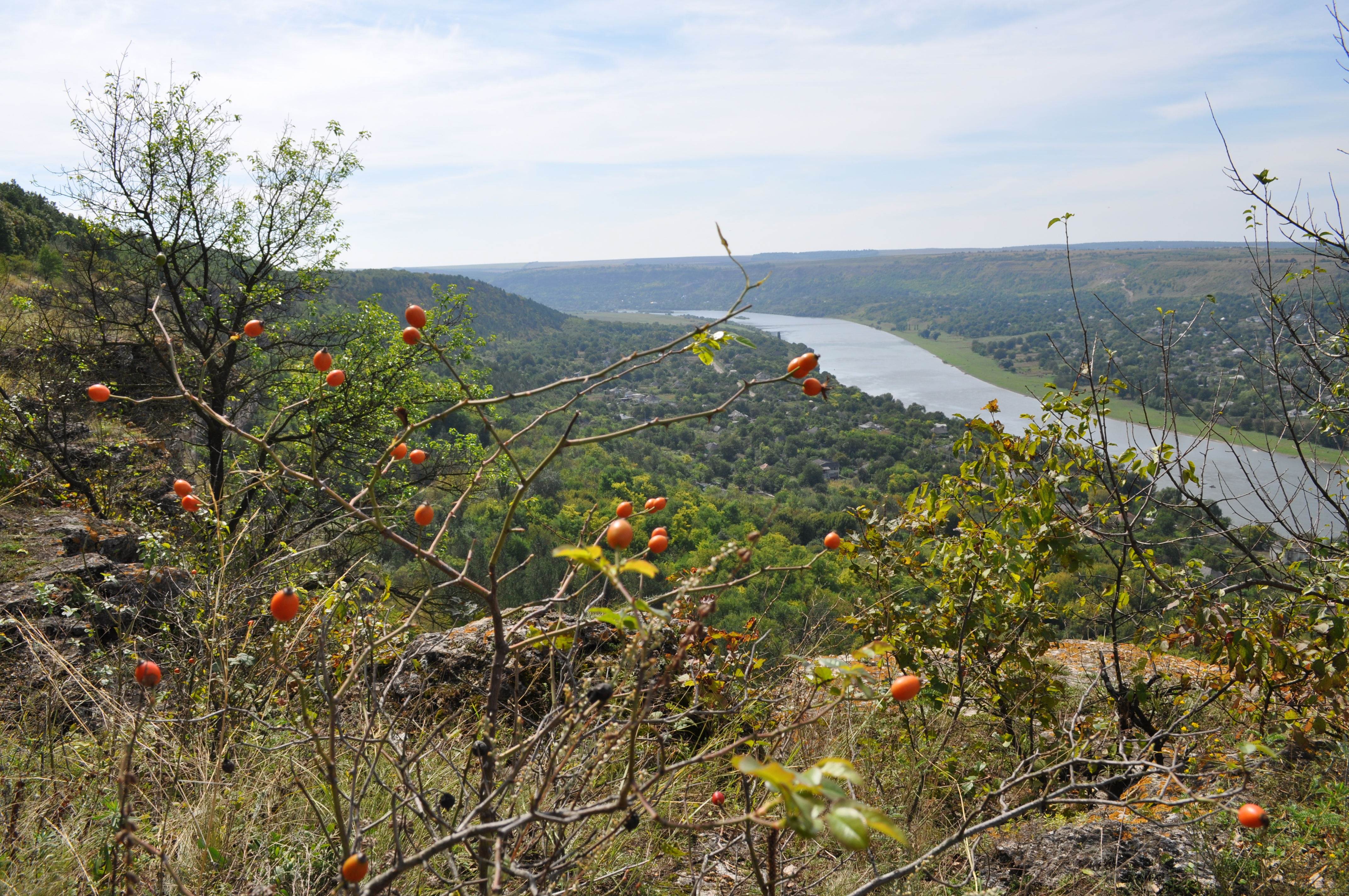
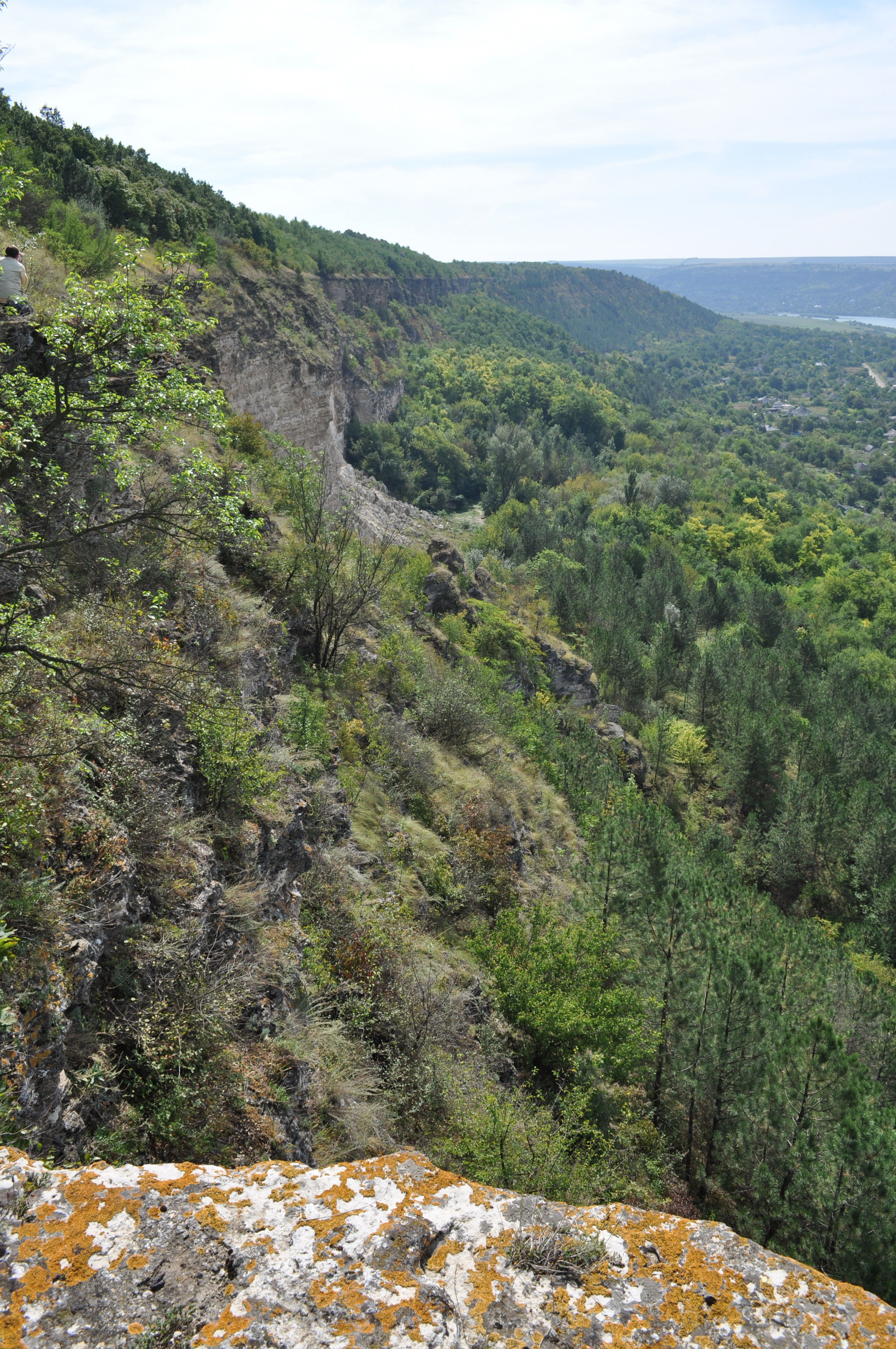
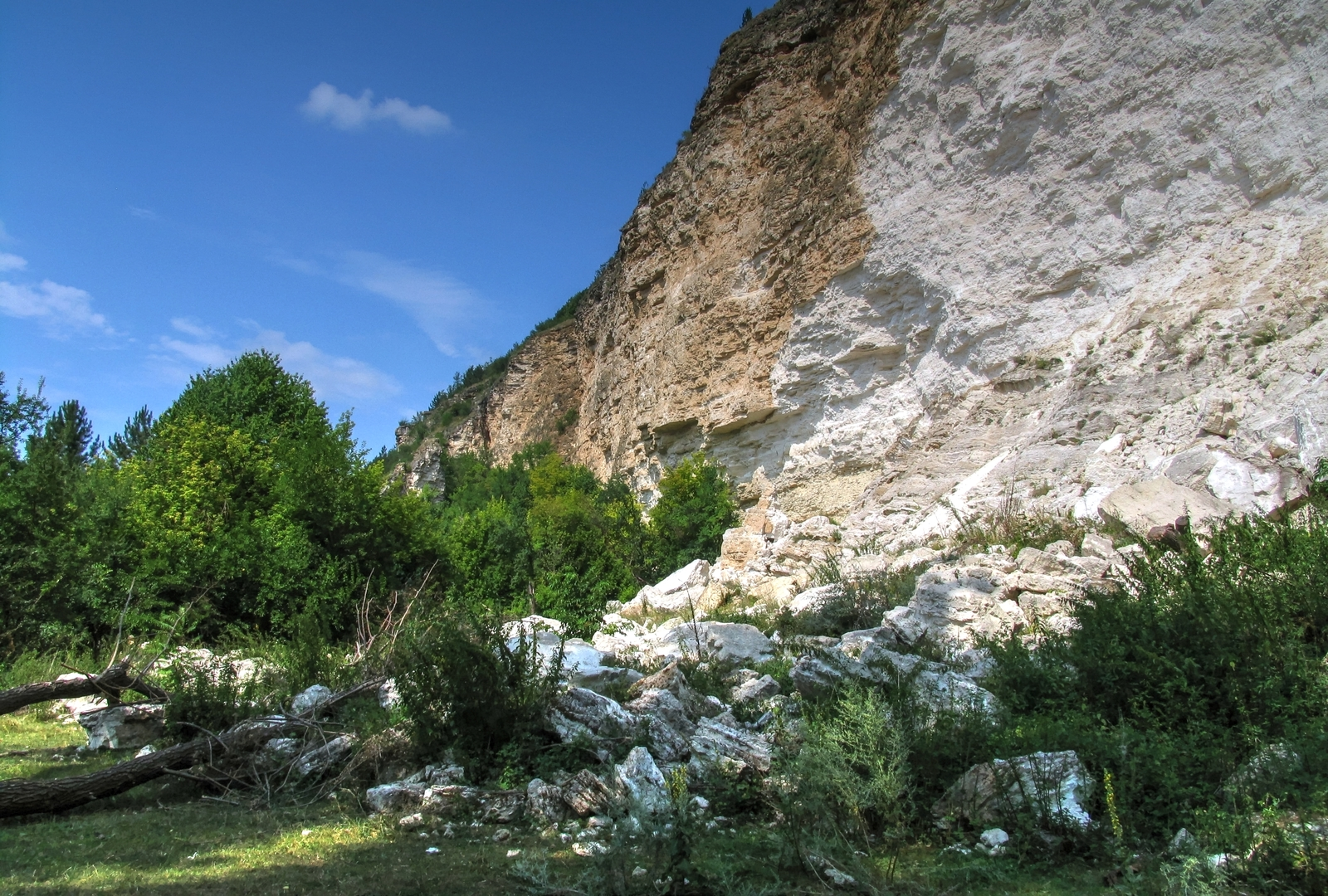
Monumentul geologic Carsturile de la Rașcov

## Personalități

### Născuți în Rașcov
- Tamara Criucioc (1897–1921), revoluționară comunistă;
- Haim Zilberman (1907–1975), scriitor sovietic, membru al Uniunii Scriitorilor Sovietici;
- Fiodor Jarcinski (1913–1945), militar sovietic, Erou al Uniunii Sovietice (postum).